# Deborah Shelton
Deborah Shelton (Norfolk, 21 novembre 1948) è un'attrice statunitense.

## Biografia
Già vincitrice di concorsi di bellezza negli Stati Uniti (è stata Miss USA 1970), ha raggiunto la fama internazionale negli anni ottanta soprattutto per aver interpretato Mandy Winger, la giovane amante di J.R. Ewing (Larry Hagman) nel telefilm Dallas e per il ruolo di Gloria Revelle, ovvero la ragazza della "finestra di fronte", poi uccisa, nel film di Brian De Palma Omicidio a luci rosse (1984).
Ha inoltre recitato anche nei telefilm T.J. Hooker, Love Boat, A-Team, Cin cin, Alta marea e Nip/Tuck.

## Filmografia parziale

### Cinema
- Mysterious Island of Beautiful Women (1979)
- Blood Tide, regia di Richard Jefferies (1982)
- Omicidio a luci rosse (Body Double), regia di Brian De Palma  (1984)
- Perfect Victims (1989)
- Cyborg - La vendetta (1992)
- Desire (1993)
- Sins Of The Night (1993)
- Circuity Man II (1994)
- Silk Degrees, regia di Armand Garabidian (1994)
- Blind Vision (1996)
- Lone Greasers, regia di Torus Tammer (1998)
- Blood Type (1999)
- Shakedown (2002)
- Quiet Kill (2004)
- Surprise, Surprise (2009)

### Televisione
- T.J. Hooker – serie TV (1982)
- Love Boat (The Love Boat) – serie TV (1983)
- A-Team (The A-Team) – serie TV (1983)
- Cin cin (Cheers) – serie TV, episodio 1x21 (1983)
- Dallas – serie TV (1984-1987)
- Alta marea (High Tide) – serie TV (1996-1997)
- Pacific Blue – serie TV (1997)
- Pensacola - Squadra speciale Top Gun (Pensacola: Wings of Gold) – serie TV (2000)
- Nip/Tuck - serie TV (2008)
- Dallas – serie TV, episodio 2x08 (2013)

## Doppiatrici italiane
- Cinzia Leone in Omicidio a luci rosse
- Silvia Pepitoni in Dallas